# Susanne Baus

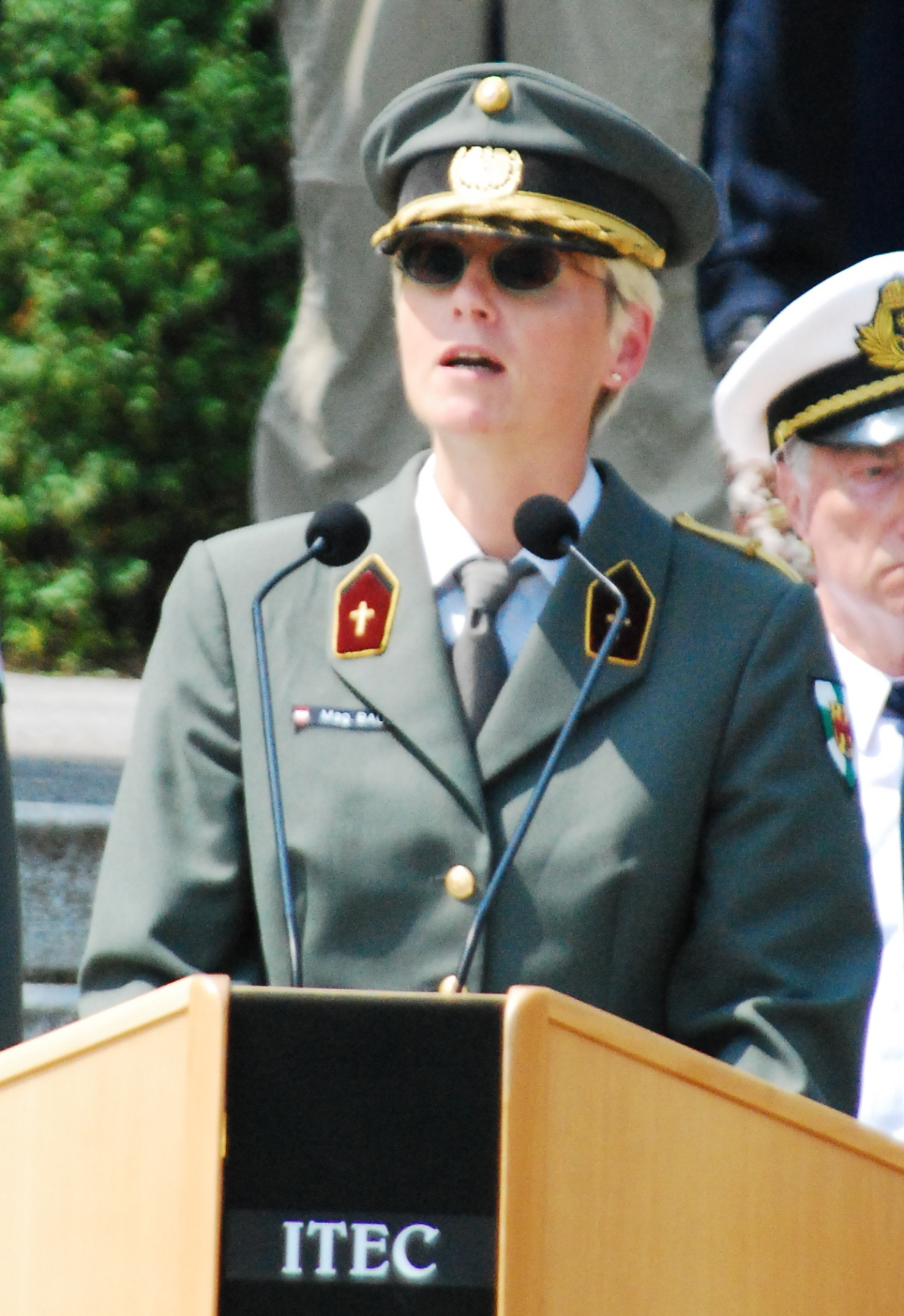
Susanne Baus (2010)

Susanne Baus (* 1. Juni 1965 in Kiel; † 16. Juli 2013) war die erste Evangelische Militärpfarrerin beim österreichischen Bundesheer.

## Leben
Susanne Baus studierte an der Christian-Albrechts-Universität zu Kiel und der Kirchlichen Hochschule Bethel Theologie. Im Anschluss an einen Studienaufenthalt in Paris hatte sie von 1994 bis 1995 an der dortigen deutschen evangelisch-lutherischen Kirche die Stelle einer Vikarin inne. Ihre weitere kirchliche Tätigkeit führte sie wieder nach Deutschland und nach Österreich, wo sie 1999 Pfarrerin in Voitsberg in der Steiermark wurde.
Mit 1. Oktober 2003 wurde Susanne Baus beim Militärkommando Burgenland in der Martinkaserne in Eisenstadt die erste Militärseelsorgerin des Bundesheeres.
2013 ist sie nach einer Krankheit verstorben.

## Werke
- (Bearb.) Der Briefwechsel Karls des Kühnen (1433-1477). Inventar. Hrsg. von Werner Paravicini. Redigiert von Sonja Dünnebeil und Holger Kruse. Bearb. von Susanne Baus. 2 Bände, Frankfurt am Main; Berlin; Bern; New York; Paris; Wien: Lang 1995 (Kieler Werkstücke: Reihe D, Beiträge zur europäischen Geschichte des späten Mittelalters; Bd. 4) ISBN 3-631-46371-5
- (Hrsg.) Europäische Militärseelsorge zwischen Christentum, Islam und Säkularisierung. Wien: Evang. Militärsuperintendentur 2008 (Militär & Seelsorge Themenheft 23) (online)